# Singaporemma takense
Espèce
Synonymes
- Singaporemma takensis Yan & Lin, 2018

Singaporemma takense est une espèce d'araignées aranéomorphes de la famille des Tetrablemmidae.

## Distribution
Cette espèce est endémique de la province de Tak en Thaïlande,. Elle se rencontre une grotte à Bam Thung Tham.

## Description
Le mâle holotype mesure 1,12 mm et la femelle paratype 1,18 mm.

## Étymologie
Son nom d'espèce, composé de   et du suffixe latin -ensis, « qui vit dans, qui habite », lui a été donné en référence au lieu de sa découverte, la province de Tak.

## Publication originale
- Yan & Lin, 2018 : A review of the spider genus Singaporemma (Araneae: Tetrablemmidae), with the description of a new species. Zootaxa, no 4392(2), p. 329-346.